# Astragalus murinus
Astragalus murinus är en ärtväxtart som beskrevs av Pierre Edmond Boissier. Astragalus murinus ingår i släktet vedlar, och familjen ärtväxter. Inga underarter finns listade i Catalogue of Life.